# Bogislav VI av Pommern
Bogislav VI av Pommern, död 1393, var regerande hertig av Pommern–Wolgast mellan 1368 och 1393. 